# Karl von Herrmann
Pour les articles homonymes, voir Herrmann.
Karl Friedrich Ludwig von Herrmann (né le 19 août 1794 à Kolberg et mort le 6 juillet 1876 à Schwedt-sur-Oder) est un général d'infanterie prussien.

## Biographie

### Origine
Il est le fils du futur général de division prussien Johann Heinrich von Herrmann (de) (1766-1849) et de son épouse Dorothea Luise Elisabeth, née Havenstein (1771-1837). 

### Carrière militaire
Herrmann étudie aux maisons des cadets à Kalisch et à Berlin. Il est ensuite transféré au 8e régiment de grenadiers du Corps de l'armée prussienne en tant que Leutnant le 10 mai 1812. Herrmann participe la même année aux batailles près d'Eckau et de Mesothen (en) lors de la campagne de Russie. Au début de la campagne d'Allemagne, il combat dans la bataille de Bautzen. Après la bataille de la Katzbach, Herrmann est promu adjudant du 1er bataillon et participe à ce titre aux batailles de Leipzig, Paris et Ligny. Pour sa conduite à Paris, il reçoit la croix de fer de 2e classe.
Après le traité de Paris, Herrmann étudie à l'école générale de Guerre en tant qu' Oberleutnant d'octobre 1816 à mai 1818, puis est affecté au corps de cadets et transféré au corps de cadets à Berlin à la mi-mars 1820. Le 21 avril 1821, il est promu au rang de Hauptmann. À la fin du mois de mars 1834, Herrmann retourna au service militaire et sert comme commandant de compagnie dans le 7e régiment de grenadiers et est promu major le 18 mars 1835. Le 14 mars 1836, il est nommé directeur de l'école divisionnaire et président de la commission d'examen des Portepeefähnriche de la 9e division d'infanterie à Glogau. En février 1839, il est affecté au ministère de la Guerre. En mai 1840, Herrmann est nommé au poste de chef du département de l'armée et est confirmé dans cette fonction le 14 octobre 1841. Hermann est élevé au grade d'Oberstleutnant  en mars 1843, et avec sa promotion au rang de colonel, il est nommé commandant du 14e régiment d'infanterie à Bromberg le 31 mars 1846. Avec son régiment, Herrmann participe à la répression du soulèvement polonais en 1848. À partir du 6 juin 1848, il est également directeur de l'école de la 4e division jusqu'à ce que Herrmann soit nommé commandant de Magdebourg le 18 novembre 1848. En tant que général de division, il commande la 16e brigade de la Landwehr à Trèves du 22 septembre 1851 au 3 mai 1852. À partir de cette grande unité, la 32e brigade d'infanterie est alors formée, que Herrmann commande jusqu'au 25 octobre 1854. Il est ensuite transféré à Brandebourg-sur-la-Havel, en tant que commandant de la 6e division et à ce titre il est promu lieutenant général le 12 juillet 1855. Il est ensuite nommé commandant de la 3e division à Stettin. Sur ordre de la Confédération germanique, Herrmann reçoit le commandement d'inspecter l'armée du Wurtemberg en juillet 1858. Le 30 avril 1859, il est transféré aux officiers de l'armée afin de pouvoir récupérer de sa mauvaise santé. Comme il n'y a pas eu d'amélioration, Herrmann fait ses adieux au poste de général d'infanterie avec la pension légale le 1er juillet 1860.
Pendant la durée de la mobilisation à l'occasion de la guerre austro-prussienne, Herrmann sert en tant que général commandant du Commandement général adjoint du 2e corps d'armée. En reconnaissance de ses nombreuses années de service, le roi Guillaume Ier lui décerne le 18 janvier 1867 l'ordre de la Couronne de 1re classe avec le ruban en émail et l'ordre de l'Aigle rouge avec des feuilles de chêne et des épées sur l'anneau.
En 1850, il est membre de l'assemblée des États de l'Union d'Erfurt.

### Famille
Herrmann se marie le 21 novembre 1820 à Berlin avec Karoline Wilhelmine Henriette Amalie Müller (1794–1868). Elle est la fille du conseiller du ministère de la Guerre Johann Karl Müller. Le mariage est resté sans enfant.